# Чогозеро (озеро, Лоухский район)
Чогозеро — пресноводное озеро на территории Амбарнского сельского поселения Лоухского района Республики Карелии.

## Общие сведения
Площадь озера — 2,4 км², площадь водосборного бассейна — 1470 км². Располагается на высоте 71,4 метров над уровнем моря.
Форма озера продолговатая: оно почти на пять километров вытянуто с запада на восток. Берега изрезанные, каменисто-песчаные, местами заболоченные.
Через озеро протекает река Воньга, впадающая в Белое море.
Ближе к восточной оконечности водоёма расположен один относительно некрупный остров без названия.
Населённые пункты и автодороги вблизи водоёма отсутствуют.
Код объекта в государственном водном реестре — 02020000711102000003443.